# Костин, Андрей Евгеньевич
Андрей Евгеньевич Костин (укр. Андрій Євгенович Костін; род. 17 апреля 1973, Одесса) — украинский юрист, политик. Чрезвычайный и полномочный посол Украины в Нидерландах и постоянный представитель Украины при организации по запрещению химического оружия по совместительству с 7 апреля 2025 года.
Генеральный прокурор Украины (2022—2024). Народный депутат Украины IX созыва с 29 августа 2019 по 27 июля 2022 года. Член партии «Слуга народа».

## Биография
Родился 17 апреля 1973 года в Одессе.
В 1995 году окончил с отличием Одесский государственный университет им. И. И. Мечникова (специальность «Правоведение»).
Костин является директором Адвокатской компании «Право».
Заместитель председателя Совета адвокатов Одесской области. Заместитель председателя президиума Объединения адвокатов «Одесская областная коллегия адвокатов».
Он работал в различных адвокатских компаниях и других организациях. Прошел путь от юриста до руководителя компании.
Является членом правления ОО «Одесский дипломатический клуб».

## Политическая деятельность
В 2010 году — был в избирательном списке «Фронта перемен» на выборах в одесский городской совет, но депутатом не стал.
Кандидат в народные депутаты от партии «Слуга народа» на парламентских выборах 2019 года, № 108 в списке. На время выборов: заместитель председателя Совета адвокатов Одесской области, беспартийный. Проживает в Одессе.
Заместитель председателя Комитета Верховной Рады по вопросам правовой политики, председатель подкомитета по вопросам исполнения решений Европейского суда по правам человека и альтернативного разрешения споров.
Член Украинской части межпарламентской ассамблеи Верховной Рады Украины и Сейма Литовской Республики.
Член делегации для участия в Трёхсторонней контактной группе, представитель в рабочей подгруппе по политическим вопросам.
22 октября 2024 года Костин подал в отставку с поста генпрокурора. 29 октября 2024 года Верховная рада поддержала увольнение Костина.
31 октября 2024 года указом президента Украины Владимира Зеленского Костин был уволен с должности Генерального прокурора.

## Дипломатическая деятельность
7 апреля 2025 года указом президента Украины был назначен чрезвычайным и полномочным послом Украины в Королевстве Нидерланды и постоянным представителем Украины при Организации по запрещению химического оружия по совместительству.

## Критика
Критиковался за нарушение подачи декларации, использование государственного автомобиля и устройство на работу родственников и друзей.